# Aeschropteryx flexilinea
Aeschropteryx flexilinea là một loài bướm đêm trong họ Geometridae.